# جي. جي. ساتو
جي. جي. ساتو (باليابانية: G.G.佐藤) هو لاعب كرة قاعدة ياباني، ولد في 9 أغسطس 1978 في ايشيكاوا في اليابان.

## وصلات خارجية
- جي. جي. ساتو على موقع الدوري الياباني لكرة القاعدة (الإنجليزية)
- جي. جي. ساتو على موقعبيزبول رفرنس.كوم (الدوري الثانوي) (الإنجليزية)
- جي. جي. ساتو على موقع أوليمبيديا (الإنجليزية)